# Brachistus hebephyllus
Brachistus hebephyllus är en potatisväxtart som beskrevs av John Miers. Brachistus hebephyllus ingår i släktet Brachistus och familjen potatisväxter. Inga underarter finns listade i Catalogue of Life.